# 舍訥貝克河
51°16′1″N 7°10′51″E / 51.26694°N 7.18083°E

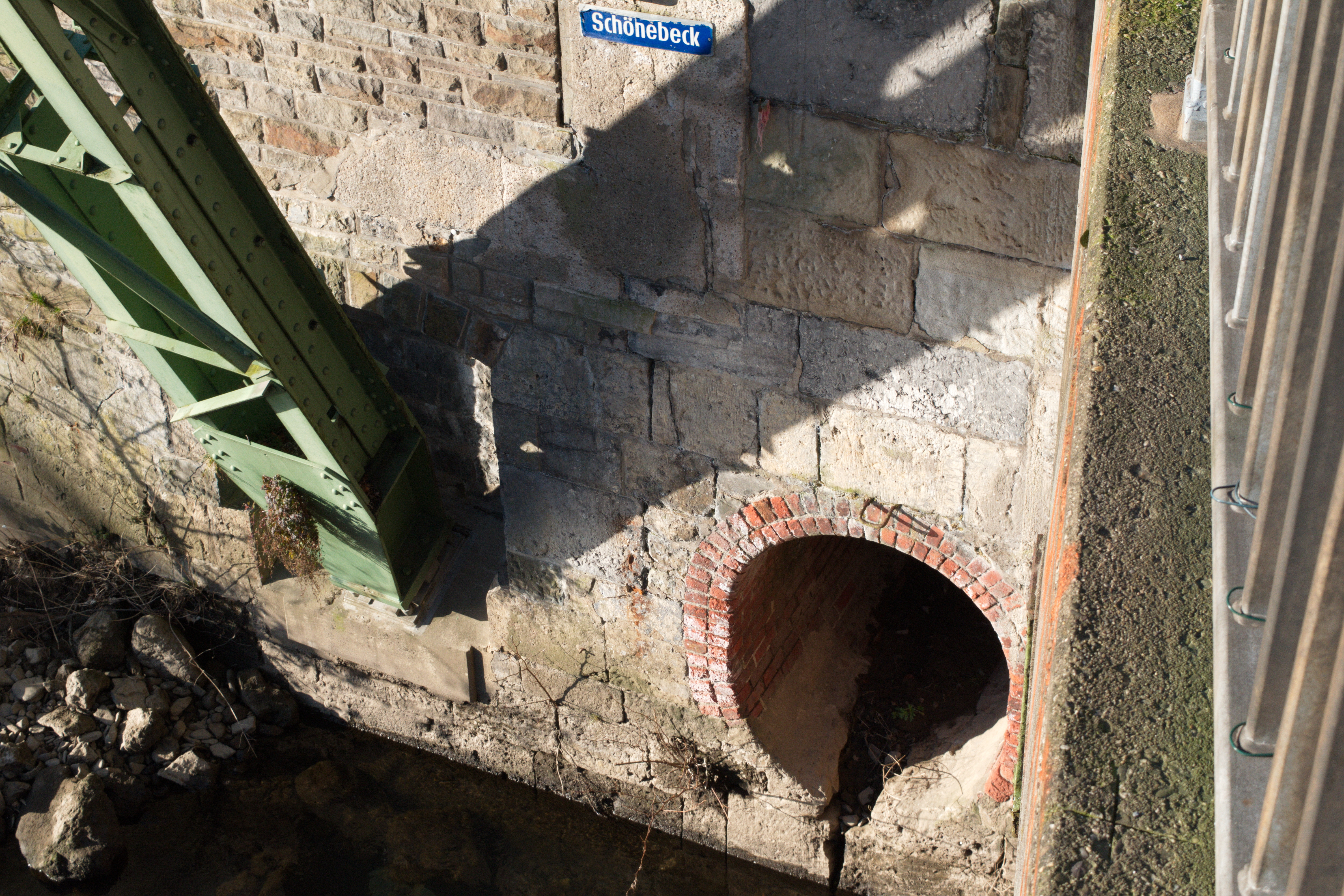

舍訥貝克河（德語：Schönebeck），是德國的河流，位於該國西部，處於北萊茵-威斯特法倫州，屬於伍珀河的右支流，河道全長1.8公里，流域面積1.5平方公里，河畔城鎮有伍珀塔爾。